# Sherborn (Massachusetts)
Sherborn est une ville du Comté de Middlesex dans l’État du Massachusetts.
Elle a été incorporée en 1674.
Sa population était de 4 401 habitants en 2020.